# Cal Camil dels Diaris
Cal Camil dels Diaris és una antiga redacció de diari de Sant Martí de Tous (Anoia) protegida com a Bé Cultural d'Interès Local.

## Descripció
L'immoble anomenat cal Camil dels Diaris fou construït, segons el cadastre, l'any 1920 tot i que és clar que integra un edifici anterior. Aquesta casa però va ser reformada el 1960. D'aquest fet en deixa constància una cartel·la de ciment que conté la data i les inicials H.G.T.
Es tracta d'un habitatge unifamiliar de planta baixa i dos pisos. S'accedeix a l'interior per portal adovellat. A cada pis hi ha una finestra rectangular i un petit balcó amb barana de ferro. El balcó del primer pis sobresurt, mentre que l'altre queda enrasat a la façana.

## Història
Aquest immoble fou la seu del periòdic El Sol de Tous que es publicat durant 19 anys (entre 1914 i 1933) per Camil Riba i Compte amb la intenció d'apropar la cultura al poble de Tous.
Aquesta publicació apareixia mensualment i se'n feia una tirada de 209 exemplars. Hi participaren professionals i intel·lectuals locals i col·laboraven també gent d'arreu de Catalunya, amb relats de costums, llegendes i notícies. Des del Sol de Tous es vetllava pel benestar del poble i es pot dir que va incentivar l'arribada de l'aigua i el corrent elèctric.
Camil Riba i Compte, conegut com "el Camilu dels Diaris" es tractava d'un home culte, idealista i somniador, subscriptor de diaris de tot del món i tenia un sentit cívic que el feia involucrar en els problemes i necessitats dels seus conciutadans.